# La Revue indépendante (1884-1895)
La Revue indépendante fu una rivista francese di arte e letteratura e, per lo meno in un primo tempo, di politica, pubblicata con periodicità mensile o bimensile dal 1884 al 1895, che ha avuto molta importanza nella nascita e nella diffusione del Simbolismo.

## Storia

### Premesse
La rivista fu fondata nel 1884 Félix Fénéon (1861 – 1944), un critico d'arte francese di tendenze anarchiche e tra i primi sostenitori del simbolismo. Il titolo era lo stesso della Revue indépendante fondata nel 1841 dal politico socialista Pierre Leroux, dal critico d'arte Louis Viardot e dalla scrittrice George Sand. Di questa rivista ne sono note cinque serie, la terza delle quali, pubblicata dal 1886 al 1889 con la direzione di Édouard Dujardin e di Gustave Kahn, può essere considerata l'organo ufficiale del "simbolismo". La Revue indépendante infatti fu la principale fra quelle che lo storico del simbolismo Remy de Gourmont chiamerà "petites revues", ossia riviste di piccola diffusione che ebbero tuttavia una grande importanza per la nascita della nuova poetica.

### Serie
| Serie         | primo numero   | Periodicità | Sottotitolo                         | Direttore                                | Sede             |
| ------------- | -------------- | ----------- | ----------------------------------- | ---------------------------------------- | ---------------- |
| Prima serie   | 1º maggio 1884 | mensile     | Politique, littéraire et artistique | Félix Fénéon                             | rue de Médicis 7 |
| Seconda serie | 1º maggio 1885 | bimensile   | Politique, littéraire et artistique | Félix Fénéon e Téodor de Wyzewa          | rue de Médicis 7 |
| Terza serie   | novembre 1886  | mensile     | De littérature et d'art             | Édouard Dujardin (dal 1888 Gustave Kahn) | rue Blanche 79   |
| Quarta serie  | gennaio 1889   | mensile     | De littérature et d'art             | François de Nion                         | rue A. Savine    |
| Quinta serie  | luglio 1895    | mensile     | De littérature et d'art             | Comtesse d'Izarn Freissinet              | rue A. Savine    |

La prima serie della Revue Indépendante, politique, littéraire et artistique, a periodicità mensile, uscì dal maggio 1884 all'aprile 1885, con Felix Fénéon redattore capo. Nella sua prima serie, la Revue indépendante rispecchiava le tendenze dei suoi collaboratori (Huysmans, Céard, etc.) i quasi erano tutti, tranne Paul Verlaine, naturalisti. La seconda serie, a periodicità bimestrale, iniziò le pubblicazioni il 1º maggio 1885 con la direzione di Fénéon e di Téodor de Wyzewa.
La Revue Indépendante divenne realmente una rivista simbolista solo con la terza serie, diretta dapprima da Édouard Dujardin. La pubblicazione della terza serie fu preannunciata sulla Revue wagnérienne l'8 settembre 1886. Già nel suo primo numero, datato 1º novembre 1886, si radunavano attorno a Dujardin, a Félix Fénéon, la redazione della Revue wagnérienne, molti scrittori appartenenti alle correnti simboliste o al circolo di Mallarmé (lo stesso Mallarmé, Villiers de l'Isle-Adam, Barrès, Bourges, Péladan, Vignier, Chamberlain, George Moore, Ghil, Laforgue, Moréas, etc.) Il principale teorico era Wyzewa. Nelle intenzioni della redazione La Revue indépendante avrebbe dovuto proseguire il cammino della Revue wagnérienne prima maniera. Il comandamento fondamentale della Revue indépendante, per Wyzewa, era l'unione di tutte le arti, nello sforzo comune di ricreare la vita".
La rivista subì una profonda trasformazione nel mese di gennaio 1889. Con la direzione di François de Nion, coadiuvato da Gustave Kahn, la Revue divenne uno degli organi della poesia simbolista. Cessò le pubblicazioni nel 1895.